# 緩徐進行1型糖尿病
緩徐進行1型糖尿病（かんじょしんこういちがたとうにょうびょう：Slowly progressive insulin-dependent diabetes mellitusもしくはSPIDDM）は、1型糖尿病の亜型である。1982年小林哲郎により発見された。
緩徐進行1型糖尿病は、西欧および日本においても、1型糖尿病の亜型の中でも最も頻度が高いものである。男性に多く、中年（40歳）以降の年齢層に見られ、食事、内服薬療法で治療できる場合があるので2型糖尿病にまちがわれ、2型糖尿病患者の中の約５％前後にこの1型糖尿病の亜型がみられる。全国で約50万人がいると推定される。

## 外部の分類
診療科：内分泌代謝学
ICD11: 5A10

## 発見の歴史
1980年初頭より、虎の門病院内分泌代謝科小林哲郎医師は、膵島に対する自己抗体である膵島細胞抗体(islet cell antibody: ICA)の高感度な測定法を開発した。この方法を用いると以前の常識では2型糖尿病と考えられた食事療法、内服薬療法を行っているインスリンを使用していない(インスリン非依存状態)患者の中にもこの膵島細胞が陽性例が存在することを発見し、1型糖尿病の亜型として”Slowly progressive insulin-dependent diabetes mellitus”を発表したa, b。西欧では膵島に対するもう一つの種類の自己抗体であるGAD抗体が発見されると注目が集まり、1型糖尿病と2型糖尿病の間の特徴を有する糖尿病として“1.5型”さらに成人に発症しやすいことから”Latent autoimmune diabetes in adults: LADA)”の名称も提唱された。現在はWHOの国際疾病分類(ICD-11, 2018年)にslowly progressive insulin-dependent diabetes mellitus/SPIDDMとして収載されている。

## 原因
他の臓器特異的自己免疫疾患と同様に、遺伝因子と環境因子の組合せ合わせで発症する。関連が示されている遺伝子としては、日本人の場合HLA-DR遺伝子の、HLA-DR4, HLA-DR9(疾患に感受性)、HLA-DR2（疾患に抵抗性）がある。環境因子としては、膵炎を起こす膵管の上皮の異形成(PanIN病変)、体重などが関係する。

## 病理学的特徴
膵の萎縮により重量は低下し、その大きさも小さく、特に膵機能の低下を示す。1型糖尿病として特徴的な膵島の炎症(膵島炎)を有している。膵島には主としてCD8+T細胞、膵外分泌腺にはCD8+T細胞とCD68+マクロファージが浸潤して、それぞれ膵β細胞および膵外分泌腺細胞を障害・破壊している。西欧人種にみられるウイルス感染により発症する急性発症1型糖尿病と比べ膵島炎は比較的軽度で、膵外分泌腺の炎症は重要である。膵管の過形成/異形成(PanIN病変)により、膵管の閉塞がおこり、慢性閉塞性膵炎がみられる。

## 病態・症状
病初期には無症状で食事療法もしくは経口血糖降下薬により、血糖値が低下する。数ヶ月～数年の経過で徐々に自己のインスリン分泌能が低下し、インスリンの補充が必要となる。数年後には自己のインスリン分泌が枯渇し、インスリンを補充しつづけないと高血糖、糖尿病性ケトアシドーシスなどの生命予後に関係する病態となる。

## 診断
日本糖尿病学会の診断基準がある

### Table 1 緩徐進行 1 型糖尿病（SPIDDM）の診断基準（2012）
【必須項目】
1. 経過のどこかの時点でグルタミン酸脱炭酸酵素（GAD）抗体もしくは膵島細胞抗体（ICA）が陽性である[注 1]。
2. 糖尿病の発症（もしくは診断）時、ケトーシスもしくはケトアシドーシスはなく、ただちには高血糖是正のためインスリン療法が必要とならない[注 2]。 判定：上記 1，2 を満たす場合、「緩徐進行 1 型糖尿病（SPIDDM）」と診断する。

【参考項目】
1. 経過とともにインスリン分泌能が緩徐に低下し、糖尿病の発症（もしくは診断）後 3か月を過ぎてからインスリン療法が必要になり、高頻度にインスリン依存状態となる。なお小児科領域では、糖尿病と診断された時点で、ただちに少量（0.5 単位/kg 体重以下）のインスリン投与を開始することがある。内科領域でも GAD 抗体陽性が判明 すると、インスリン分泌低下阻止を考慮してインスリン治療がただちに開始されることがある。
2. GAD 抗体や ICA は多くの例で経過とともに陰性化する。 3）GAD 抗体や ICA の抗体価にかかわらず、インスリン分泌能の低下がごく緩徐であるため、あるいは変化しないため、発症（診断）後 10 年以上たってもインスリン依存状態まで進行しない例がある。

## 治療と予後
緩徐進行1型糖尿病は病初期からの対応が大切であり、診断が確立したら直ちに治療法を検討する。早期インスリン療法を開始することが基本であるがDPP-4阻害剤の使用も有効である。いまだ充分なインスリン分泌能が残存している例、高齢者、GAD抗体が低抗体価(RIA法で10/ml未満)などの場合は経過観察もしくはDPP-4阻害剤などの使用が選択肢となる。